# Bahnhof Ingolstadt Nord
Bahnhof Kinding vasútállomás Németországban, Bajorország tartományban, Ingolstadt településen. Az állomáson kezdődik az Nürnberg–München nagysebességű vasútvonal ténylegesen nagysebességű része egy alagúttal, mely áthalad az Audi gyár alatt. A vasútvonalon ettől a ponttól kezdve Nürnbergig 300 km/h sebességre is alkalmas szakasz kezdődik.

## Vasútvonalak
Az állomást az alábbi vasútvonalak érintik:
- München–Treuchtlingen-vasútvonal
- Regensburg–Ingolstadt-vasútvonal
- Ingolstadt Nord–Werkbf Terreno railway
- Ingolstadt Nord–Ingolstadt Esso Werkbf railway
- Nuremberg–Ingolstadt high speed railway

## Kapcsolódó állomások
A vasútállomáshoz az alábbi állomások vannak a legközelebb: 
- Ingolstadt Hauptbahnhof (nem ismert – , München Hauptbahnhof, München–Treuchtlingen-vasútvonal)
- Ingolstadt Audi (2019–, Bahnhof Treuchtlingen, München–Treuchtlingen-vasútvonal)
- Ingolstadt Hauptbahnhof (1874. június 1. – , Regensburg Hauptbahnhof, Regensburg–Ingolstadt-vasútvonal)
- Ingolstadt Schmidtmühle (1960-as évek – , Ingolstadt Nord Werkbf Terreno, Ingolstadt Nord–Werkbf Terreno railway)
- Ingolstadt Schmidtmühle (1960-as évek – , Ingolstadt Esso Werkbf, Ingolstadt Nord–Ingolstadt Esso Werkbf railway)
- Bahnhof Kinding (Nürnberg Hauptbahnhof, Nuremberg–Ingolstadt high speed railway)

## Forgalom
Az állomáson csak regionális járatok (RE, RB, BRB, Agilis) állnak meg, a távolsági járatok (ICE- és IC-vonatok nem.
| Vonatnem | Útvonal                                                                                              | Gyakoriság                             |
| -------- | --- | -------------------------------------- |
| RE       | München-Nürnberg-Express: (München –) Ingolstadt – Ingolstadt Nord – Allersberg – Nürnberg           | Kétóránként Hétvégén: részben óránként |
| RB       | München – Ingolstadt – Ingolstadt Nord – Eichstätt Bahnhof – Treuchtlingen (kétóránként: – Nürnberg) | Óránként                               |
| agilis   | Regensburg – Ingolstadt Nord                                                                         | kb. óránként (hétfőtől péntekig)       |
| RB       | Ingolstadt – Ingolstadt Nord – Eichstätt Bahnhof – Treuchtlingen – Nürnberg                          | Bizonyos vonatok                       |
| RB       | München – Pfaffenhofen – Ingolstadt – Ingolstadt Nord                                                | Bizonyos vonatok                       |
| BRB      | Ingolstadt – Ingolstadt Nord – Eichstätt Bahnhof – Eichstätt Stadt                                   | Bizonyos vonatok                       |

## Buszjáratok
Az állomást több helyi buszjárat is érinti:
| Járat | Útvonal                                                                                                   |
| ----- | --- |
| 15    | Wettstetten–Etting–Audi–Nordbahnhof–ZOB                                                                   |
| 20    | Ingolstadt Village–Goethestraße–Nordbahnhof–Rathausplatz–Ringsee                                          |
| 25    | Pförring–Oberdolling–Theißing–Demling–Großmehring–Nordbahnhof–ZOB                                         |
| 26    | Pförring–Vohburg–(Irsching)–Großmehring–Nordbahnhof–ZOB                                                   |
| 30    | (Stammham–Hepberg–)Lenting–Oberhaunstadt–Nordbahnhof–ZOB–Rathausplatz–Ringsee–Niederfeld                  |
| 31    | Oberhaunstadt–Nordbahnhof–Rathausplatz–Schulzentrum Südwest–Hauptbahnhof                                  |
| 40    | Kösching–Unterhaunstadt–Nordbahnhof–ZOB                                                                   |
| 41    | Römerstraße–Nordbahnhof–ZOB–Schulzentrum Südwest–Wallensteinstraße                                        |
| 44    | (GVZ–)Audi–Nordfriedhof–Nordbahnhof–ZOB–Hauptbahnhof–Oberbrunnenreuth–Zuchering–Hagau(–Karlshuld–Pöttmes) |
| 50    | Lippertshofen–Gaimersheim–Friedrichshofen–Klinikum–ZOB–Nordbahnhof                                        |
| 9221  | (Riedenburg–Bettbrunn–)Kasing–Kösching–Lenting–Oberhaunstadt–Nordbahnhof–ZOB (–Hauptbahnhof)              |
| 9226  | Appertshofen–Stammham–Hepberg–Lenting–Oberhaunstadt–Nordbahnhof–ZOB (–Hauptbahnhof)                       |
| N1    | Nordbahnhof–ZOB–Haltmayrstraße–Klinikum–Gerolfing–Irgertsheim                                             |
| N5    | ZOB–Nordbahnhof–Oberhaunstadt–Lenting–Hepberg–Stammham                                                    |
| N7    | Goethestraße–Nürnberger Straße–Nordbahnhof–ZOB                                                            |
| S6    | Audi–Nordbahnhof–Rathausplatz–Hauptbahnhof–Zuchering–Hagau–Karlskron                                      |